# Эхо (интернет-издание)
«Э́хо» (стилизованное написание «ЭХО») — русскоязычное интернет-издание и интернет-радио, созданное бывшими журналистами радиостанции «Эхо Москвы» после её ликвидации. Руководитель — Максим Курников. 
Сетку радиоэфира составляют программы с YouTube-каналов нескольких редакций и независимых журналистов, а также новостные сводки собственной службы информации, организованные в единую потоковую аудиотрансляцию.
Материалы текстового издания на сайте представляют собой новостные публикации, расшифровки передач YouTube-каналов, чьи программы транслирует интернет-радиостанция, а также мнения экспертов.

## История

### Ликвидация радиостанции «Эхо Москвы»
1 марта 2022 года Роскомнадзор ограничил доступ к информационным ресурсам радиостанции «Эхо Москвы» и отключил её от эфирного вещания. Советом директоров ЗАО «Эхо Москвы» от 3 марта 2022 года принято решение о ликвидации радиоканала «Эхо Москвы» и одноимённого электронного периодического издания, однако миноритарными акционерами заявлено о намерении обжаловать данное решение. 4 марта онлайн-вещание станции было прекращено, были удалены все корпоративные аккаунты в социальных сетях, отключён сайт и прекращено действие СМИ.

### Независимое вещание на YouTube
После прекращения онлайн вещания радиостанции, большая часть состава редакции, включая бывшего главного редактора радиостанции Алексея Венедиктова, начала вести регулярные эфиры на YouTube канале «Живой гвоздь». Первая прямая трансляция состоялась 10 марта 2022 года. При финансовой поддержке со стороны исторического журнала «Дилетант» «Живой гвоздь» довольно быстро обзавёлся собственной студией в Москве, благодаря чему удалось достичь высокого качества картинки и звука. Часть журналистского состава, уехавшая из России, проводит эфиры дистанционно. Большинство форматов на канале полностью или частично повторяет формат передач радиостанции «Эхо Москвы».
Однако, многие журналисты «Эха Москвы» решили сосредоточиться на развитии своих собственных YouTube-каналов, где они создают авторские проекты отдельно от остального коллектива радиостанции, что создаёт определённые затруднения как для зрителей (необходимость следить за множеством сравнительно небольших каналов), так и для самих вещателей (необходимость наращивать аудиторию самостоятельно).

### Запуск

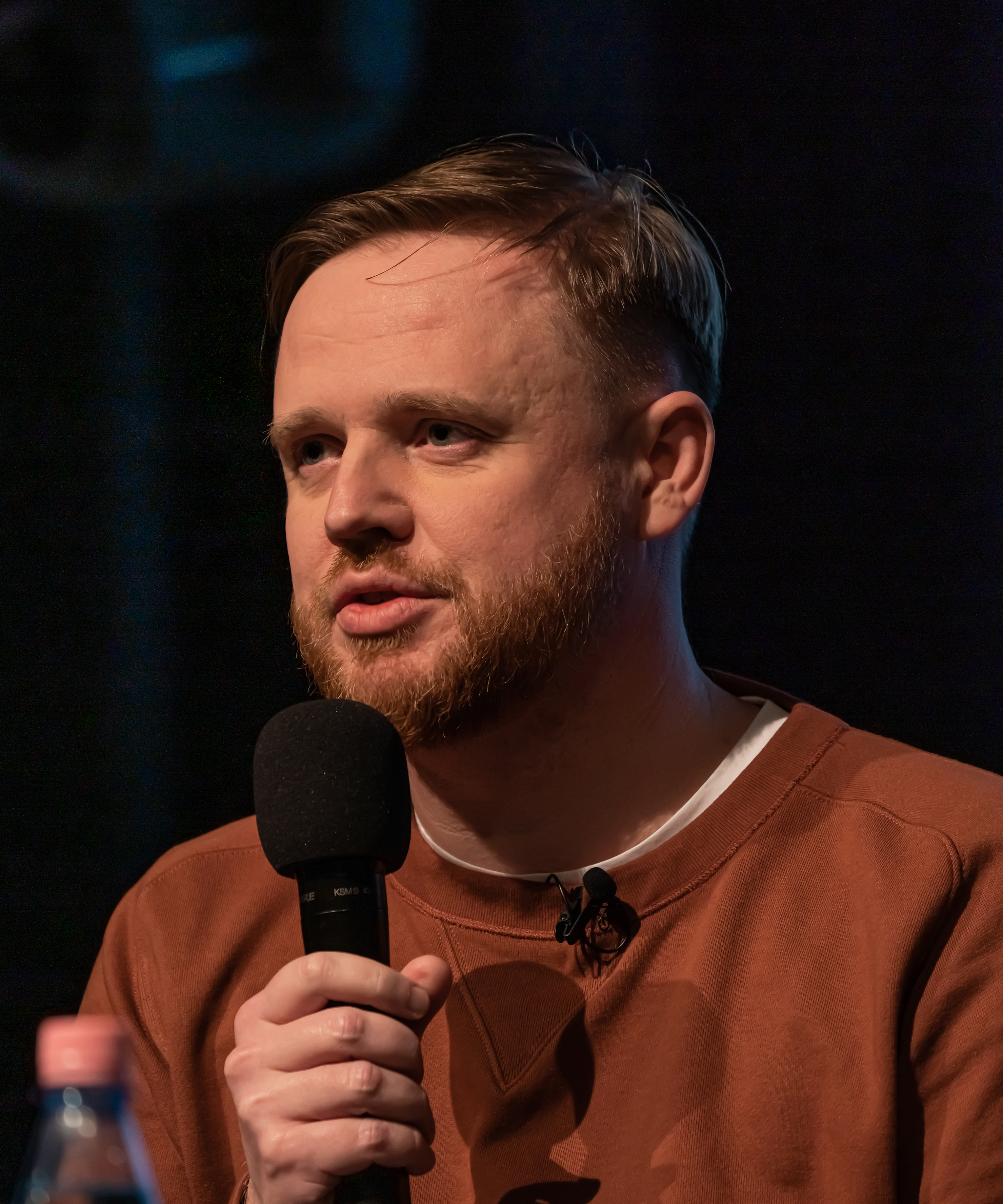
Руководитель «Эха» — Максим Курников

28 сентября 2022 года в прямом эфире телеканала «Дождь» выступил бывший заместитель главного редактора «Эха Москвы» Максим Курников, где он объявил о скором перезапуске в формате интернет-издания под названием «ЭХО», руководителем которого он является. Бывший главный редактор «Эха Москвы» Алексей Венедиктов присоединится к медиа в качестве автора, но не будет занимать руководящих постов. Новое медиа объединит материалы, создаваемые журналистами радиостанции «Эхо Москвы». К «Эху» присоединятся YouTube-каналы «Живой гвоздь», «Дилетант», а также эфиры Александра Плющева и Татьяны Фельгенгауэр. Новое медиа будет существовать на донаты от подписчиков. Проекты бывших журналистов «Эха Москвы» останутся редакционно независимыми, а задача «Эха» — объединить их «технологически».
Редакционно они [журналисты «Эха»] независимы, и мы не будем диктовать им [свои редакционные указания]. Наша задача — технологически их объединить. Я думаю, что это будет приложение, через которое можно слушать «Эхо», и сайт, как когда-то был сайт «Эха Москвы». ... Я очень надеюсь, что мы на этой неделе в техническом режиме запустимся и в понедельник [3 октября 2022 – прим.] сможем подавать это уже массово. Пока можно подписаться на наши твиттер и телеграм-канал.
Также стало известно, что «Эхо» будет существовать за счёт финансовой поддержки со стороны читателей, зрителей и слушателей проекта.
30 сентября в прямом эфире программы «Утренний разворот» на YouTube-канале «Живой гвоздь» Максим Курников поделился ссылкой на официальные Telegram-каналы издания, один из которых публикует материалы, связанные с прямыми эфирами журналистов «Эха», в то время как другой канал предназначен для службы информации бывшего «Эха Москвы», которая ранее вела свой собственный канал с новостями, известный под названием «Минута в минуту». В дополнение к этому стало известно, что, помимо текстовых новостей службы информации, интернет-издание будет представлять собой агрегатор видео- и аудиоматериалов журналистов «Эха» с элементами непрерывного интернет-радио наподобие прежней радиостанции.
2 октября в официальном Telegram-канале издания появилось сообщение, ознаменовавшее официальное открытие «Эха». В сообщении также содержатся ссылки на сайт, социальные сети и мобильные приложения издания.

### После запуска
6 октября, на 4 день работы проекта, сайт заблокировали на территории России, однако аудиопоток радиостанции продолжает быть доступным без использования VPN.
21 ноября 2023 года радио «ЭХО» запустило спутниковое вещание. Трансляция осуществляется посредством телекоммуникационного спутника Astra 4A, расположенного в позиции 4,8 градусов восточной долготы. Приём сигнала возможен в зоне покрытия спутника, включающей большинство стран Европы, а также центральную европейскую часть России. Трансляция кодируется системой условного доступа BISS и сопровождается программой передач.
В 2025 году Генеральная прокуратура РФ объявила радио «ЭХО» нежелательной организацией.

## Интернет-радио
Главным проектом издания является интернет-радио, доступное на сайте (и его зеркалах) и в мобильном приложении «Эхо online», через встроенный в него VPN.
Основу радиоэфира составляет единый аудиопоток, состоящий из прямых трансляций или их записей с YouTube-каналов различных журналистов издания.

### Редакции, авторы и студии

#### «Живой гвоздь»
По состоянию на Январь 2023, «Живой гвоздь» является основным поставщиком программ для издания ЭХО. Студия проекта расположена в Москве, откуда почти ежедневно ведутся прямые эфиры большинства программ, частично или полностью повторяющих формат радио «Эхо Москвы» позднего образца.

##### Программы
| Название                               | Журналисты и ведущие                                                                                  | Расписание (МСК)          |
| -------------------------------------- | --- | ------------------------- |
| #СлухайЭхо                             | Различные ведущие и гости                                                                             | ПН-ПТ 17:05               |
| Статус                                 | Екатерина Шульман, Максим Курников                                                                    | ВТ, 21:00                 |
| Утренний разворот                      | Максим Курников, Ирина Баблоян, Маша Майерс, Лиза Лазерсон, Лиза Аникина, Владимир Роменский и другие | ПН-ПТ, 07:55 СБ-ВС, 09:00 |
| Личный приём (прервана в августе 2022) | Евгений Ройзман, Станислав Крючков                                                                    | ПН, 21:00                 |
| Пастуховские четверги                  | Владимир Пастухов, Алексей Венедиктов                                                                 | ЧТ, 21:05                 |
| Будем наблюдать                        | Сергей Бунтман, Алексей Венедиктов                                                                    | СБ, 12:00                 |
| Атака с флангов                        | Лиза Лазерсон, Максим Шевченко                                                                        | ПН, 16:05                 |
| Один                                   | Дмитрий Быков                                                                                         | ЧТ, 22:05                 |
| Одна                                   | Ольга Журавлёва                                                                                       | СБ, 15:05                 |
| Персонально ваш                        | Различные ведущие и приглашённые гости                                                                | ПН-СБ, 15:00              |
| Особое мнение                          | Различные ведущие и приглашённые гости                                                                | –                         |
| 2022 / 2023                            | Виталий Дымарский, Максим Курников                                                                    | ПТ, 20:05                 |
| Трифекты                               | Павел Дубравский, Ян Веселов, Игорь Слабых                                                            | ПН, 21:05                 |

#### Прочие
- Дилетант – YouTube-канал популярно-исторического журнала Дилетант, выпускаемого под руководством Алексея Венедиктова.
- Ищем выход – Бывшая редакция радиостанции ЭХО Петербурга продолжает выпускать свои материалы в прежнем формате на YouTube канале «Ищем выход»
- Служба информации «ЭХО» — новостная редакция радиостанции. По словам Максима Курникова в эфире The Breakfast Show Александра Плющева, служба информации работает в прежнем составе, идентичном службе информации Эха Москвы[11].

| Формат новостей                  | Диктор                                       | Примечания |
| -------------------------------- | -------------------------------------------- | --- |
| Межпрограмные блоки в радиоэфире | Евгений Снегов, Станислав Крючков и др.      | Выходят ежедневно каждые 2 часа, начиная с 12:00 и до 22:00 по московскому времени. Как правило, межпрограммные блоки длятся от двух до трёх минут в прямом эфире. Записи не публикуются в YouTube. |
| Текстовые сводки                 | –                                            | Публикуются на сайте Эха (и его зеркалах) и Telegram-канале «ЭХО / Новости» |
| Утренний разворот                | Ирина Баблоян, Лиза Аникина, Ирина Воробьёва | Выходит с понедельника по пятницу с 07:55 до 11:00 и с субботы по воскресенье с 09:00 до 12:00, по московскому времени. Полностью соответствует формату новостей радиостанции «Эхо Москвы»          |
| The Breakfast Show               | Александр Плющев, Татьяна Фельгенгауэр       | Breakfast Show выходит в эфир с понедельника по четверг в 9:00 на канале Александра Плющева. Новости озвучиваются в начале каждого эфира.                                                           |
| На канале «Ищем выход»           | Андрей Шашков, Валерий Нечай                 | Озвучиваются в начале различных программах петербургской редакции после 11:00. Полностью соответствуют формату новостей ЭХО Москвы.                                                                 |

- Александр Плющев – Авторский YouTube-канал журналиста Александра Плющева, где регулярно выходят передачи «Точка» и «Breakfast Show»
- Екатерина Шульман – Авторский YouTube-канал политолога Екатерины Шульман, где публикуются выпуски программы «Статус» как правило из студии Bild на русском, которые дублируются на Youtube-каналы «Bild на русском» и «Живой Гвоздь»
- Ксения Ларина
- Сергей Пархоменко
- Юлия Латынина
- SPEKTR PRESS
- «Разворот» («РЗВРТ») – Авторский YouTube-канал Антона Рубина[вд] и Дарьи Литвишко[вд], бывших ведущих одноимённой утренней программы на «Эхо Москвы» в Самаре[12].

## Сайт
Сайт издания позволяет получить доступ к радиоэфиру ЭХА в видео и аудиоформате, ознакомиться с расписанием будущих и предыдущих эфиров, посмотреть которые можно в специальном разделе. Помимо того, редакция ежедневно публикует сводки новостей, текстовые расшифровки эфиров, а также агрегирует мнения и высказывания различных спикеров, опубликованные в других источниках. 
Первая новостная публикация на сайте вышла 29 сентября 2022 года.
По состоянию на февраль 2023, сайт содержит следующие разделы:
- Новости
- Радиоэфир
- Видеоэфир
- Передачи
- Мнения
- Документы
- Персоны
- Встречи ЭХА